# Mailx
mailx è un client di posta a riga di comando disponibile nei sistemi operativi Unix e Unix-like. È un'evoluzione di mail .
È un leggero programma per la posta elettronica che ha un'interfaccia simile a ed. Mailx permette all'utente di inviare e ricevere email.